# Верх-Обский
Верх-О́бский — посёлок в Смоленском районе Алтайского края. Административный центр Верх-Обского сельсовета.

## География
Расположен в месте слияния рек Бия и Катунь — истоке реки Обь (откуда и название поселка), к западной окраине примыкает посёлок Маточный, к восточной Кирпичный.

## История
Посёлок возник в 1931 году как центральная усадьба нового совхоза «Верх-Обский».

## Население
| 1997  | 1998  | 1999  | 2000  | 2001  | 2002  |
| ----- | ----- | ----- | ----- | ----- | ----- |
| 1097  | ↗1102 | ↘1066 | ↗1077 | ↗1108 | ↘1061 |
| 2003  | 2004  | 2005  | 2006  | 2007  | 2008  |
| ↘1045 | ↗1057 | ↗1062 | ↗1069 | ↘1051 | ↘1049 |
| 2009  | 2010  | 2011  | 2012  | 2013  |       |
| ↘1022 | ↘987  | ↘983  | ↗984  | ↗1010 |       |

Национальный состав
Согласно результатам переписи 2002 года, в национальной структуре населения русские составляли 95 %.